# Іван Налбантов
Іван Налбантов (болг. Иван Налбантов; 5 серпня 1940, Каравелово — 10 травня 2021) — болгарський актор і письменник.

## Біографія
Народився 5 серпня 1940 року в Каравелово. Середню освіту здобув у Карлово, закінчив Національну академію театру та кіномистецтва в класі Крастьо Мирські.
Його вчителями були Йосиф Додов і Дельо Цочев.
Зіграв понад 100 ролей в театрі та кіно. Лауреат багатьох болгарських і зарубіжних нагород, включаючи нагороду «Золота муза», премій Міністерства освіти Угорщини, Міжнародної премії імені Ахмад Аль-Ахмаді. Лауреат національних конкурсів художнього слова. У вільний час пише вірші та прозу.
Викладав сценічну мову в Національній академії театру та кіномистецтва. Вів клас по акторській майстерності в Пловдивському університеті.
Є членом Спілки болгарських письменників.

## Нагороди
- «Заслужений артист»
- «Золота муза»
- Премії Міністерства освіти Угорщини
- Міжнародна премія імені Ахмада Аль-Ахмаді